# OFC U-19 챔피언십
OFC U-19 챔피언십(OFC U-19 Championship)은 오세아니아 축구 연맹(OFC)이 주관하는 19세 이하 축구 국가대표팀 간의 국가대항전으로 이 대회는 FIFA U-20 월드컵의 오세아니아 지역 예선을 겸하며 2018년부터 OFC U-19 챔피언십으로 대회 명칭이 변경되었다.

## 같이 보기
| 1974년 자세히 | 타히티섬             | 타히티섬       | 2 – 0                       | 뉴질랜드       | 뉴헤브리디스              | 조별 예선                 | 누벨칼레도니              |
| 1978년 자세히 | 뉴질랜드             | 오스트레일리아 | 조별 예선                   | 피지           | 뉴질랜드                  | 조별 예선                 | 파푸아뉴기니              |
| 1980년 자세히 | 피지                 | 뉴질랜드       | 2 – 0                       | 오스트레일리아 | 피지                      | 4 – 3                     | 누벨칼레도니              |
| 1982년 자세히 | 파푸아뉴기니         | 오스트레일리아 | 4 – 3 (연장)                | 뉴질랜드       | 피지                      | 2 – 1                     | 파푸아뉴기니              |
| 1985년 자세히 | 오스트레일리아       | 오스트레일리아 | 조별 예선                   | 이스라엘       | 뉴질랜드                  | 조별 예선                 | 중화 타이베이             |
| 1986년 자세히 | 뉴질랜드             | 오스트레일리아 | 조별 예선                   | 이스라엘       | 뉴질랜드                  | 조별 예선                 | 중화 타이베이             |
| 1988년 자세히 | 피지                 | 오스트레일리아 | 1 – 0                       | 뉴질랜드       | 중화 타이베이             | 2 – 0                     | 피지                      |
| 1990년 자세히 | 피지                 | 오스트레일리아 | 조별 예선                   | 뉴질랜드       | 바누아투                  | 조별 예선                 | 타히티섬                  |
| 1992년 자세히 | 타히티섬             | 뉴질랜드       | 조별 예선                   | 타히티섬       | 피지                      | 조별 예선                 | 바누아투                  |
| 1994년 자세히 | 피지                 | 오스트레일리아 | 1 – 0                       | 뉴질랜드       | 솔로몬 제도               | 0 – 0 (승부차기 4 – 2)    | 바누아투                  |
| 1997년 자세히 | 타히티섬             | 오스트레일리아 | 2 – 1                       | 뉴질랜드       | 피지                      | 1 – 1 (승부차기 5 – 4)    | 타히티섬                  |
| 1998년 자세히 | 사모아               | 오스트레일리아 | 2 – 0                       | 피지           | 뉴질랜드                  | 2 – 1                     | 솔로몬 제도               |
| 2001년 자세히 | 누벨칼레도니 쿡 제도 | 오스트레일리아 | 4 – 3 (합계 1 – 2, 3 – 1)   | 뉴질랜드       | 솔로몬 제도, 바누아투     | 솔로몬 제도, 바누아투     | 솔로몬 제도, 바누아투     |
| 2002년 자세히 | 바누아투 피지        | 오스트레일리아 | 15 – 0 (합계 11 – 0, 4 – 0) | 피지           | 뉴질랜드, 바누아투        | 뉴질랜드, 바누아투        | 뉴질랜드, 바누아투        |
| 2005년 자세히 | 솔로몬 제도          | 오스트레일리아 | 3 – 0                       | 솔로몬 제도    | 바누아투                  | 4 – 1                     | 피지                      |
| 2007년 자세히 | 뉴질랜드             | 뉴질랜드       | 조별 예선                   | 피지           | 솔로몬 제도               | 조별 예선                 | 누벨칼레도니              |
| 2008년 자세히 | 타히티섬             | 타히티섬       | 조별 예선                   | 누벨칼레도니   | 뉴질랜드                  | 조별 예선                 | 피지                      |
| 2011년 자세히 | 뉴질랜드             | 뉴질랜드       | 3 – 1                       | 솔로몬 제도    | 바누아투                  | 2 – 0                     | 피지                      |
| 2013년 자세히 | 피지                 | 뉴질랜드       | 조별 예선                   | 피지           | 바누아투                  | 조별 예선                 | 누벨칼레도니              |
| 2014년 자세히 | 피지                 | 피지           | 조별 예선                   | 바누아투       | 누벨칼레도니              | 조별 예선                 | 솔로몬 제도               |
| 2016년 자세히 | 바누아투             | 뉴질랜드       | 5 – 0                       | 바누아투       | 누벨칼레도니, 솔로몬 제도 | 누벨칼레도니, 솔로몬 제도 | 누벨칼레도니, 솔로몬 제도 |
| 2018년 자세히 | 타히티섬             | 뉴질랜드       | 1 – 0                       | 타히티섬       | 누벨칼레도니              | 4 – 1                     | 솔로몬 제도               |
| 2022년 자세히 | 피지                 | 뉴질랜드       | 3 – 0                       | 피지           | 누벨칼레도니              | 1 – 1 (승부차기 5 – 4)    | 타히티섬                  |
| 2024년 자세히 | 사모아               | 뉴질랜드       | 4 – 0                       | 누벨칼레도니   | 솔로몬 제도               | 4 – 2                     | 피지                      |